# Regionální síť 4
Regionální síť 4 je lokálním DVB-T2 multiplexem v České republice. Provozovatelem Regionální sítě 4 je společnost Prague Digital TV, jejímž stoprocentním vlastníkem jsou od prosince 2023 České Radiokomunikace. Své vysílání spustila dne 15. října 2012. Dne 2. září 2020 přešla Regionální síť 4 na vysílání DVB-T2. Je dostupná v Praze a Středočeském kraji.

## Televizní stanice regionální sítě 4
| Televizní stanice | Logo stanice | Zahájení vysílání |
| ----------------- | ------------ | ----------------- |
| Praha TV          |              | 1. července 2014  |

30. června 2021 ukončila vysílání rozhlasová stanice Český Impuls. V multiplexu vysílala od 9. září 2014.
31. července 2021 ukončila vysílání rozhlasová stanice Radio Dechovka. V multiplexu vysílala od 1. března 2013.

## Technické parametry sítě
Regionální síť 4 má následující technické parametry:
| Standard | ID sítě | Vysílací mód | Modulace datových nosných | Kódový poměr (FEC) | Ochranný interval | Přenosová rychlost |
| -------- | ------- | ------------ | ------------------------- | ------------------ | ----------------- | ------------------ |
| DVB-T2   | 12550   | 32K          | 256-QAM                   | 3/4                | 1/32              | 42,25 Mbit/s       |

| Program  | Rozlišení obrazu a datový tok | Hlavní zvuk | Originální zvuk | Celkem    |
| -------- | ----------------------------- | ----------- | --------------- | --------- |
| Praha TV | 960 × 544p (1 900 kbps)       | 128 kbps    | -               | 2028 kbps |

V následující tabulce jsou zapsány technické parametry z doby vysílání kódované nabídky Anténa+:
| Program                  | Rozlišení obrazu a datový tok | Hlavní zvuk | Originální zvuk | Poznámka |
| ------------------------ | ----------------------------- | ----------- | --------------- | -------- |
| AMC                      | 960 × 544p (1 800 kbps)       | 128 kbps    | ano             | kódované |
| CS Film                  | 960 × 544p (1 800 kbps)       | 128 kbps    | -               | kódované |
| Disney Channel           | 960 × 544p (1 800 kbps)       | 128 kbps    | -               | kódované |
| Film+ HD                 | 1920 × 1080p (4 500 kbps)     | 128 kbps    | -               | kódované |
| JOJ Cinema HD            | 1920 × 1080p (4 500 kbps)     | 128 kbps    | ano             | kódované |
| Leo TV HD                | 960 × 544p (1 800 kbps)       | 128 kbps    | -               | kódované |
| Minimax                  | 960 × 544p (1 800 kbps)       | 128 kbps    | -               | kódované |
| National Geographic HD   | 1920 × 1080p (4 500 kbps)     | 128 kbps    | ano             | kódované |
| National Geographic Wild | 960 × 544p (1 800 kbps)       | 128 kbps    | ano             | kódované |
| Nova HD                  | 1920 × 1080p (4 500 kbps)     | 128 kbps    | -               | kódované |
| Nova Sport 1 HD          | 1920 × 1080p (4 500 kbps)     | 128 kbps    | ano             | kódované |
| Nova Sport 2 HD          | 1920 × 1080p (4 500 kbps)     | 128 kbps    | ano             | kódované |
| Prima HD                 | 1920 × 1080p (4 500 kbps)     | 128 kbps    | ano             | kódované |
| Viasat History           | 960 × 544p (1 800 kbps)       | 128 kbps    | ano             | kódované |
| Viasat Nature HD         | 1920 × 1080p (4 500 kbps)     | 128 kbps    | ano             | kódované |

## Kódované vysílání Anténa+
V září roku 2020 bylo rozhodnuto o pronajmutí části volné kapacity multiplexu společnosti Skylink. Ta zde 30. září 2020 spustila kódovanou nabídku programů Anténa+. Rok a půl od startu placené nabídky se ukazuje, že nedokázala najít dostatek zákazníků. Operátor zastavuje prodej přístupových karet, ruší internetovou stránku www.antenaplus.cz a vyhodnocuje budoucnost projektu. Na konci května 2022 provozovatel oznámil, že služba bude ukončena 30. června 2022 pro nízký počet zákazníků.
V placené nabídce Anténa+ byly šířeny následující televizní stanice:
| Televizní stanice        | Logo stanice | Zahájení vysílání | Ukončení vysílání |
| ------------------------ | ------------ | ----------------- | ----------------- |
| AMC                      |              | 15. února 2021    | 30. června 2022   |
| CS Film                  |              | 15. února 2021    | 30. června 2022   |
| Disney Channel           |              | 15. června 2021   | 30. června 2022   |
| Film+ HD                 |              | 30. září 2020     | 30. června 2022   |
| JOJ Cinema HD            |              | 30. září 2020     | 30. června 2022   |
| Leo TV HD                |              | 30. září 2020     | 30. června 2022   |
| Minimax                  |              | 30. září 2020     | 30. června 2022   |
| National Geographic HD   |              | 30. září 2020     | 30. června 2022   |
| National Geographic Wild |              | 15. února 2021    | 30. června 2022   |
| Nova HD                  |              | 30. září 2020     | 15. února 2021    |
| Nova Sport 1 HD          |              | 30. září 2020     | 30. června 2022   |
| Nova Sport 2 HD          |              | 30. září 2020     | 30. června 2022   |
| Prima HD                 |              | 30. září 2020     | 15. února 2021    |
| Viasat History           |              | 15. února 2021    | 30. června 2022   |
| Viasat Nature HD         |              | 30. září 2020     | 30. června 2022   |

## Vysílače sítě
Regionální síť 4 je šířena z následujících vysílačů:
| vysílač        | kanál | polarizace | výkon (ERP) | kraj |
| -------------- | ----- | ---------- | ----------- | ---- |
| Praha – Žižkov | 46    | vertikální | 10 kW       | PHA  |

Do převzetí multiplexu společností České Radiokomunikace se vysílalo z následujících vysílačů:
| vysílač             | kanál | polarizace   | výkon (ERP) | kraj |
| ------------------- | ----- | ------------ | ----------- | ---- |
| Praha – Ládví       | 46    | horizontální | 5 kW        | PHA  |
| Praha – Strahov     | 46    | horizontální | 10 kW       | PHA  |
| Praha – Zelený pruh | 46    | horizontální | 4 kW        | PHA  |